# 内田寛一

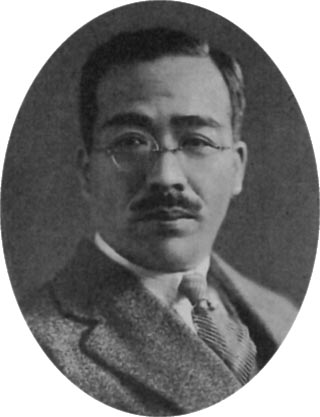
内田寛一

内田 寛一（うちだ かんいち、1888年3月3日 - 1969年9月28日）は、日本の地理学者。日本における歴史地理学の開拓者と知られ、他に政治地理学・郷土教育などに功績がある。

## 経歴・人物
佐賀県東松浦郡呼子（よぶこ）の士族の家に生まれた。唐津中学在学中、日露の日本海海戦の砲声を聞いた。同校を19歳で卒業し、23歳（1910年）の時東京高等師範学校本科地理歴史科を卒業し、当時唯一の地理学の専門課程があった京都帝国大学文科大学史学科に入学。
1913年（大正2年）、大学を卒業し、大学院に進学。1914-1916年までは同助手を勤める。この間、小川琢治・石橋五郎・中目覚らに学ぶ。また、日本近世史が専門の内田銀蔵や、東洋史の権威である内藤湖南にも学んだ。この年来日したヘットナーらに従って長野県上高地で調査し、梓川でモレーンやヘットナー石の発見に立ち会った1914（大正3年）、27歳の時京都帝国大学文科大学助手に就任する。1915年（大正4年）、文部省に派遣され、旧ドイツ領南洋諸島を踏査する。
1916年（大正5年）文部省にて小学校の地理教科書の監修に関わる。1924-1935年に東京高等師範学校教授に。1933年までは旧制浦和高等学校（現：埼玉大学）教授も務めた。イギリス・ドイツに留学後、1933年に東京文理科大学の助教授になる。46年に教授に昇格。当時の同大には田中啓爾がいた。田中同様、彼のもとからも多くの有名な地理学者が巣立っている。1949年東京教育大学教授、定年退官、名誉教授、日本大学文学部教授。1959年「江戸時代農村戸口の歴史地理学的研究」で日本大学文学博士。58年定年退職。その後国士舘大学文学部史学地理学科に地理学専攻を開設、主任教授となり、冨田芳郎とともに地理学教室の基礎を築いた。
内田の業績は、経済地理学・政治地理学など多方面にも及ぶが、その方法に実地調査と古文書を利用した歴史地理学的な手法に特徴があり、地理学のみならず経済史や歴史学の専門家からも注目を集めていたことでも知られる。特に検地帳や宗門帳などの村落に伝わる文献に基づいて当時の地理的状況を実証的に把握することに功績が大きい。また、郷土教育論にも熱心でその著作「郷土地理研究」は多くの版を重ねた。
大塚地理学会会長 (1947-1950)・日本地理教育学会会長 (1951-1964)・日本地理学会会長 (1945-1956) などを務めた。

## 著書
- 『改造世界地図』右文館 1920
- 『大戦後の世界地理概観』右文館 1920
- 『世界地図 大正15年版』右文館 1926
- 『最新世界地図 昭和4年版』右文館 1928
- 『山のこなた』中興館 1928
- 『隣りの国々』渡辺審也絵 アルス 日本児童文庫 1930
- 『日本産業地域図』興文社 1932
- 『郷土地理研究』雄山閣 1933
- 『経済地域に関する諸問題の研究』中興館 1934
- 『初島の経済地理に関する研究』中興館 1934
- 『手をつないだ國々 中学生社会科』廣川書店 1953
- 『近世農村の人口地理的研究』帝国書院 1971

### 共編・監修
- 『人文地理学』辻村太郎共編 清水書院 1951
- 『資料人文地理 学習活用』小川武共編 清水書院 学習活用資料シリーズ 1952
- 『人文地理新事典』編 山海堂 学習研究新書 1952
- 『資料人文地理 新訂版』小川武,手塚忠則共編 清水書院 1955
- 『中学校学習指導要領の展開 [第5] 社会科編』編) 明治図書出版 1958

### 翻訳
- ソコロフスキー『西蔵探検秘史』バイカロフ共訳 中興館 1930
- 『印度の自然と民族』訳編 大東亜出版 1945

記念論文集
- 『地理学論文集 内田寛一先生還暦記念』帝国書院 1952